# Hungária
Hungária war eine ungarische Rockband, die 1967 in Budapest von Miklós Fenyő gegründet wurde.

## Geschichte
Musikalisch begann die Band mit Psychedelic Rock. 1968 belegten sie den ersten Platz im Fernsehquizprogramm Wer weiß was und gewannen den Publikumspreis beim ungarischen Tanzliedfestival. Ab 1971 war die Gruppe auch in der DDR sehr erfolgreich. Auftritte in der Jugendsendung rund folgten. 1973, zu den X. Weltfestspielen, nahmen sie am DT64-Galaprogramm teil. Mit Kati Kovács tourte Hungaria 1973 drei Monate durch die Sowjetunion und produzierte mit ihr eine deutschsprachige LP bei Amiga.
1978 nahmen Hungária ein Album mit Coverversionen von Beatles-Songs auf. Ab 1980 verschrieb sich die Gruppe dem Rock ’n’ Roll im Stil der 1950er und frühen 1960er Jahre. 1985 formierte Fenyő die Gruppe nach einer zweijährigen Schaffenspause neu, diesmal als Rockabilly-Band (Van aki forrón szereti). Im Jahr darauf bildete Fenyő die Band, die sich nun Modern Hungária nannte, abermals um. 1989 löste sich die Gruppe auf. In den 1990er-Jahren kam es zu einem kurzen Hungária-Revival.

## Diskografie
Alben
- 1970: Koncert a marson
- 1971: Hungária
- 1978: Beatles Laz
- 1980: Rock’n’Roll Party
- 1981: Hotel Menthol
- 1983: Arena
- 1983: Finale?
- 1985: Reg volt, igy volt
- 1985: Van aki forrón szereti
- 1986: Szív, zene, szerelem
- 1987: Csók x csók
- 1988: Egyszer fenn, egyszer lenn
- 1990: Aranyalbum
- 1994: Hungária válogatás
- 1995: Ébredj fel Rockandrollia
- 1995: Micsoda buli (HU: ×10Zehnfachplatin )[1]